# 市川寿憲
市川 寿憲（いちかわ としのり、1959年1月17日 - 2013年10月3日）は元朝日放送のテレビプロデューサー、ラジオプロデューサー。

## 来歴・人物
兵庫県神戸の生まれ、畳屋の祖父は演芸、芝居好きだったという。そんな縁で落語や伝統芸能に精通し小さい頃から劇場や芝居を鑑賞した。また学生時代には雑誌に芝居の批評を投稿したこともあった。
兵庫県立兵庫高等学校、関西大学卒業。1982年に朝日放送入社。
ラジオの「米朝よもやま噺」に進行役（聞き手）として知られる。他にも「お笑いプレミアム・ボックス」にも出演していた。また、朝日新聞大阪本社の夕刊芸能面に演芸の評論を書いていた。
2013年10月3日に腎細胞がんのため死去。54歳没。のちにお別れの会が開かれ、2014年2月27日にはABCホールで「市川寿憲追善 たまさか落語会」が開かれ親交のあった桂ざこばや月亭八方らが出演した。また生涯独身であった。

## 担当した番組
ラジオ
- 米朝よもやま噺（進行役も兼務）
- 兵動大樹のほわ〜っとエエ感じ。
- 歌謡大全集（金曜日）
- きよし・八方のポン♪カラ♪リン
- なるみ・八方のごきげんさん!
- とびだせ!夕刊探検隊
- 三代澤・桜井・やすとものスラスラ水曜日

テレビ
- ラブアタック!（アシスタント・ディレクター）
- 浪花なんでも 三枝と枝雀（ディレクター）
- 驚きももの木20世紀
- 得するテレビ
- 晴れ時々たかじん
- ナイトinナイト
- 枝雀寄席（最後のプロデューサー）
- 今夜はちょっと気晴らし亭
- M-1グランプリ（第1・2回プロデューサー）
- 朝だ!生です旅サラダ
- 林ん家の台所
- せのぶら!
- 君は桂枝雀を知っているか（遺作となった。2013年）

ほかお笑い、演芸番組を手がけた。

## 著書
- 藝、これ一生 米朝よもやま噺 桂米朝(語り)、 市川寿憲(聞き手) 朝日新聞出版 2010/2/19
- 歳々年々、藝同じからず: 米朝よもやま噺 桂米朝、市川寿憲 朝日新聞出版 2012/8/1